# Ennomos costimacula
Ennomos costimacula är en fjärilsart som beskrevs av Barend J. Lempke 1970. Ennomos costimacula ingår i släktet Ennomos och familjen mätare. Inga underarter finns listade i Catalogue of Life.